# Peugeot L76
El Peugeot L76 (al igual que sus derivados EX3 y EX5 de 7.3 litros, L5 y L45 de 5 y 4.5 litros, y L3 en versión "voiturette") fue un vehículo de carreras diseñado por el constructor francés Peugeot a comienzos de la década de 1910 (para el equipo de la fábrica, denominado Lion-Peugeot). Después del éxito de Renault en las competiciones disputadas en los Estados Unidos entre 1903 y 1908, Peugeot siguió este modelo con numerosos triunfos en las carreras estadounidenses entre 1913 y 1919.

## Descripción

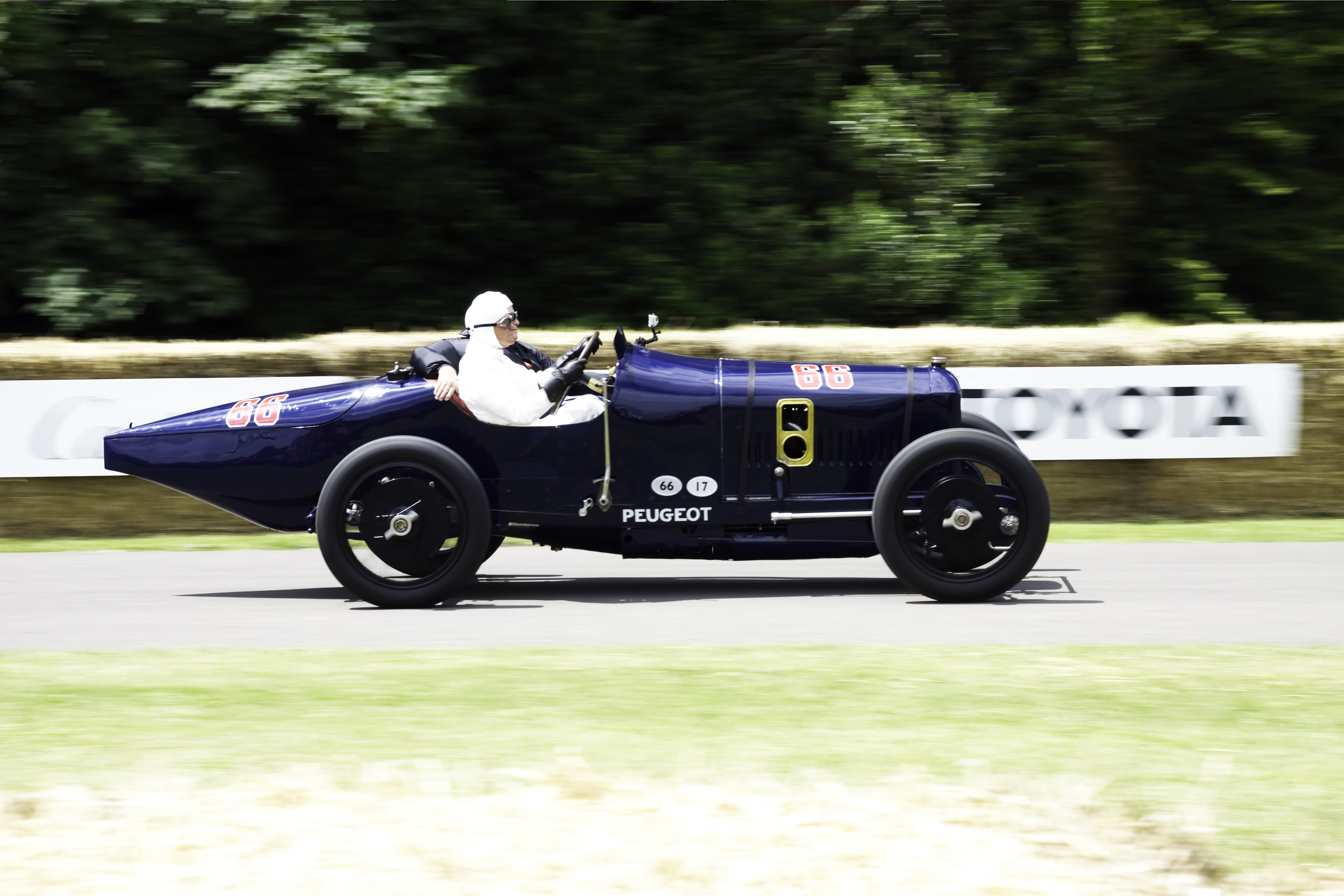
Un Peugeot L45 de 1914 restaurado

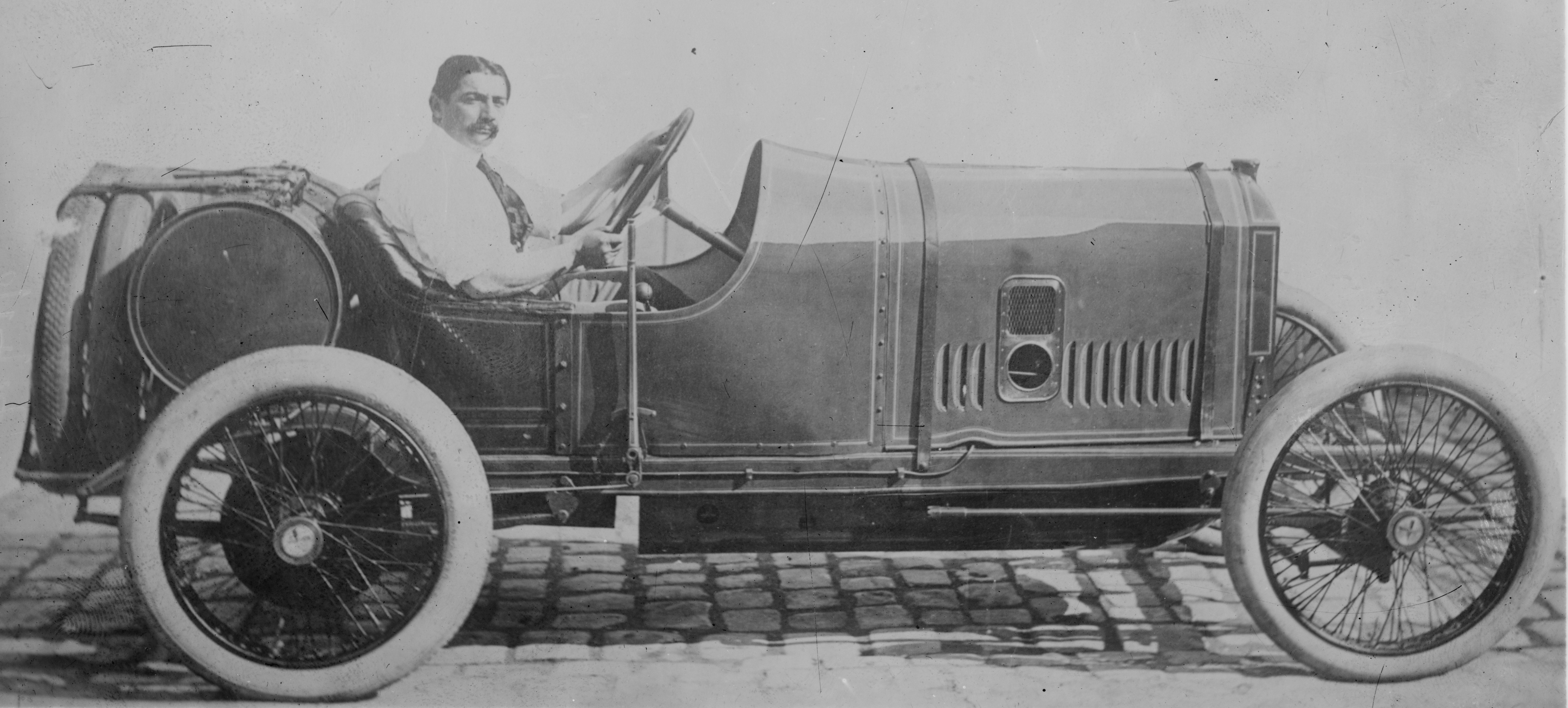
Georges Boillot en los Estados Unidos en 1914 (con un EX3 sin carenar)

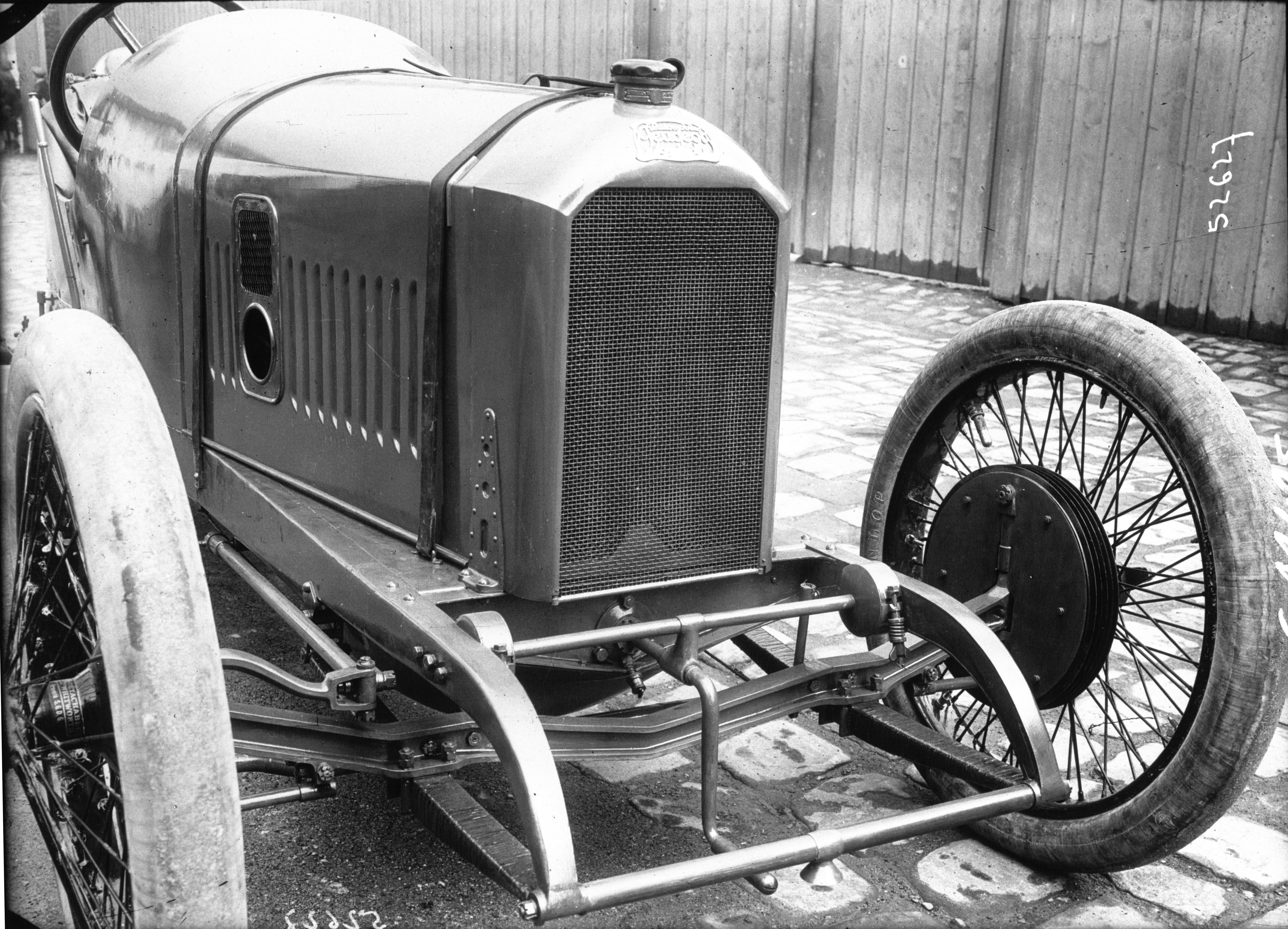
EX3 por delante

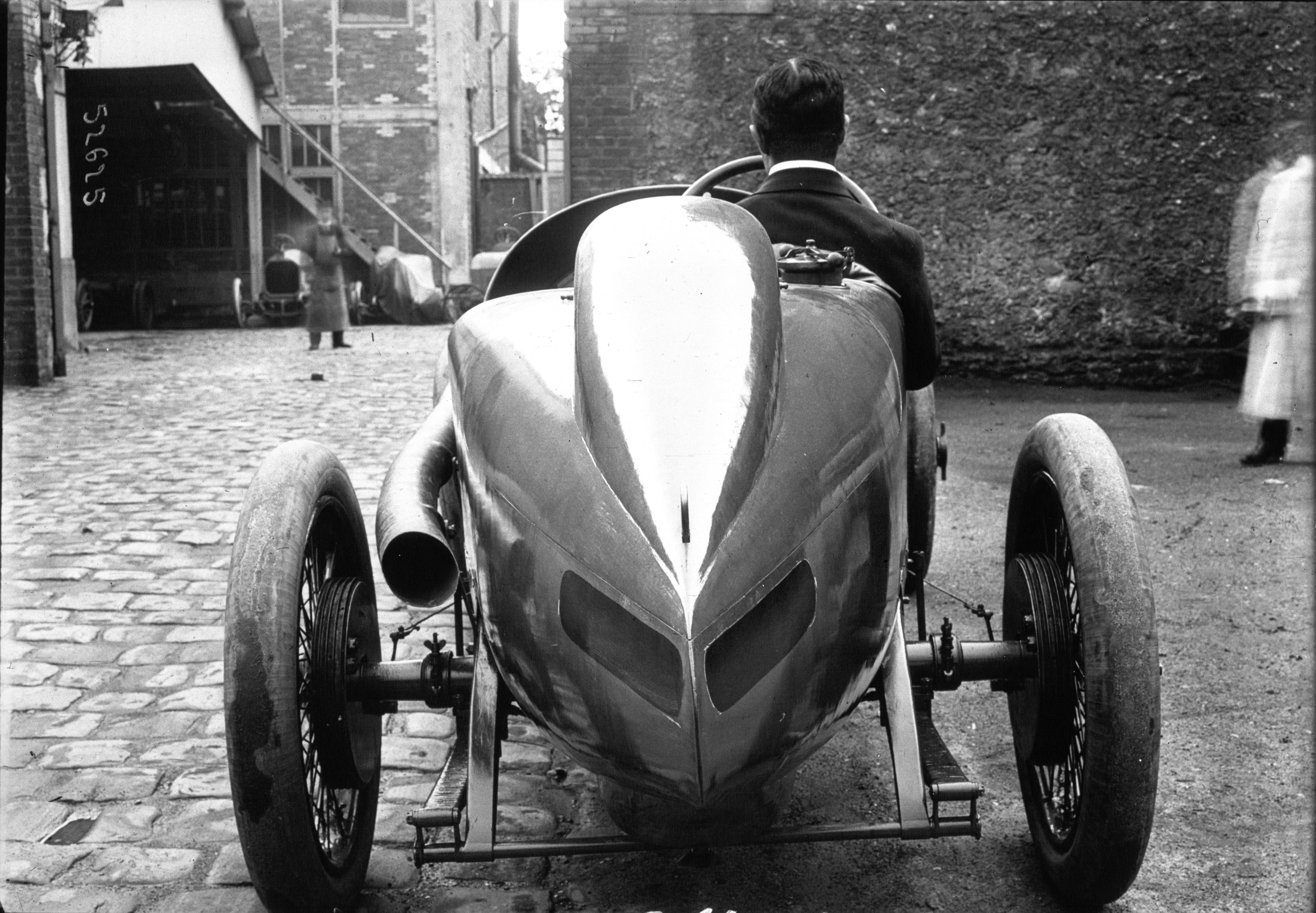
EX3 por detrás (carenado)

El L76 (L por Lion, y 76 por su cilindrada inicial de 7,6 litros), fue el primer vehículo del mundo equipado con doble árbol de levas en cabeza (accionado por un engranaje cónico en cada extremo), combinado con un motor excelente y liviano (menos voluminoso y con un centro de gravedad más bajo) dotado de cuatro válvulas por cilindro (con control desmodrómico), con un cigüeñal soportado por rodamientos de bolas, y con una culata de cámaras hemisféricas con bujías en el centro de combustión. Su diseño se debió principalmente al trazo del lápiz del ingeniero suizo Ernest Henry, con la participación de los pilotos de Peugeot Georges Boillot, Jules Goux y Paolo Zuccarelli (grupo conocido en la fábrica como Les Charlatans). En 1913 aparecieron las evoluciones de 5.6 litros y 3 litros. El control de la distribución, hasta entonces por eje y engranajes cónicos, se sustituyó por una cascada de engranajes. Se cambió la lubricación, incorporando un cárter seco.
En sus distintas versiones de motorización, el modelo de Peugeot ganó en los años 1910 dos títulos del campeonato de la AAA (1916 y 1919) de los Estados Unidos, tres ediciones de las 500 Millas de Indianápolis (1913, 1916 y 1919, la última vez en un coche que ya tenía 5 años), una pole position en 1916 y un total de seis podios, dos Grandes Premios de Francia (1912 y 1913), dos Grandes Premios de los Estados Unidos (1915 y 1916), dos Copas Vanderbilt (1915 y 1916), el Harvest Auto Racing Classic de 1916 y una Copa de la Sarthe (1912). En 1916 ganó todos los Grandes Premios, disputados en Estados Unidos debido a la cancelación de las carreras en Europa durante la Primera Guerra Mundial. En el campeonato estadounidense de la AAA, logró 24 victorias con 7 pilotos, incluyendo 8 para Dario Resta y 6 para Johnny Aitken, en 1916, 10 de los 15 eventos fueron ganados por el equipo Peugeot, entre Resta (5) y Aitken (5).
Más adelante, varios fabricantes estadounidenses de coches de carreras se inspiraron en su diseño, como los propulsores fabricados por Offenhauser, cuyos bloques de motor sin culata permitieron un aumento de la presión en la cámara de combustión. El importador de Peugeot para los Estados Unidos fue Alphonse Kaufman, quien suministró vehículos a varios pilotos estadounidenses, especialmente porque la Primera Guerra Mundial hizo imposible la repatriación de las unidades importadas desde Europa.

## Pilotos
Pilotos franceses:

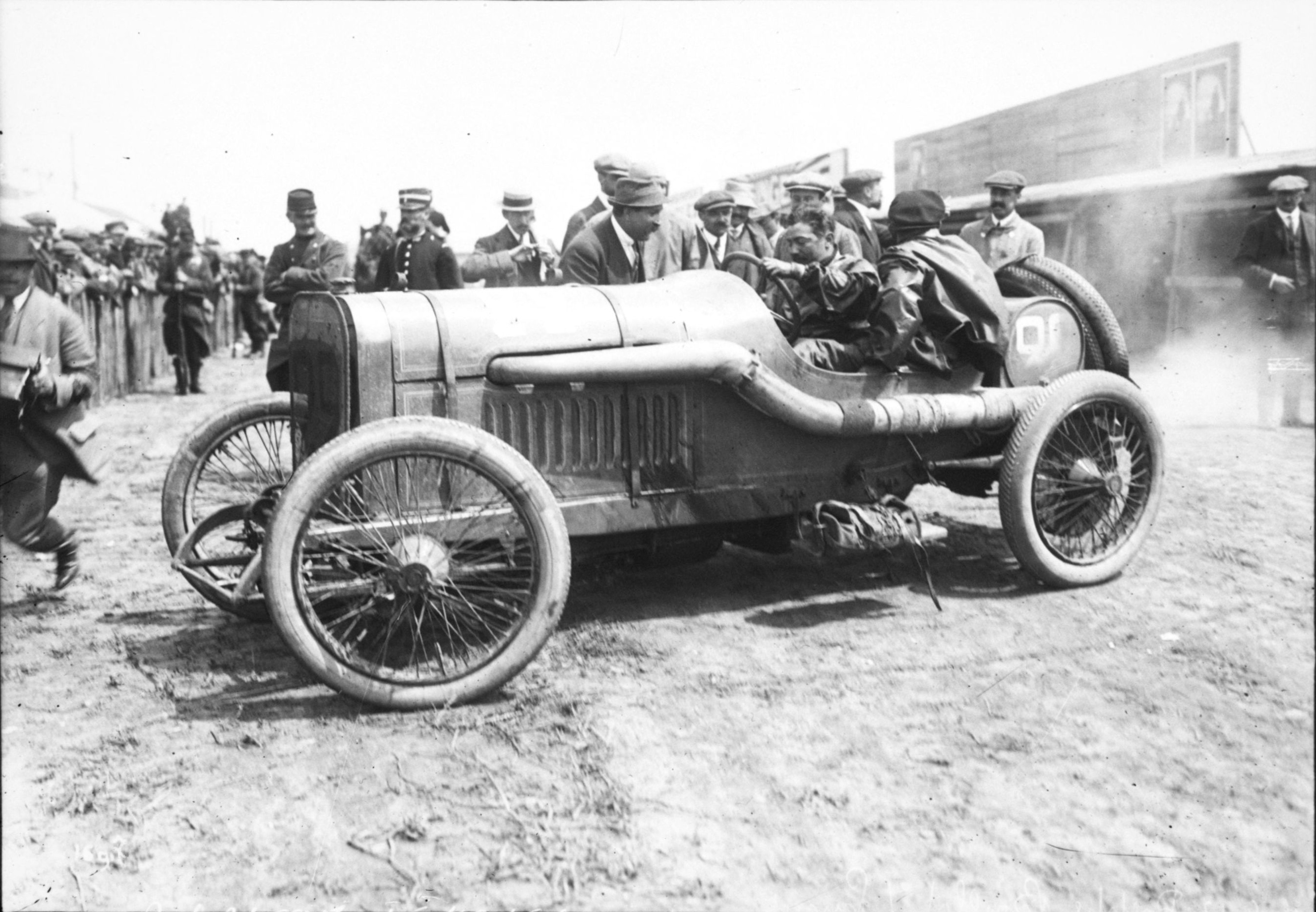
G. Boillot, vencedor del GP de Francia 1912

- Jules Goux (entre 1912 y 1920, subcampeón AAA 1916);
- Georges Boillot (entre 1912 y 1914);
- Paolo Zuccarelli (entre 1912 y 1913);
- Arthur Duray (entre 1914 y 1915);
- André Boillot (entre 1919 y 1920).

Pilotos estadounidenses y de otros países:
- Howdy Wilcox (en 1916, entre 1919 y 1922, Campeón AAA 1919);
- Dario Resta (en 1915, 1916, y 1918 ("Resta Special"), Campeón AAA 1916 y subcampeón 1915);
- Johnny Aitken (en 1915 y 1916, Subcampeón AAA 1916);
- Ralph DePalma (en 1916; independiente, Campeón AAA 1912 y 1914);
- Eddie Rickenbacker (en 1916, Tercero AAA 1916);
- Charlie Mertz (en 1916; independiente, Subcampeón AAA 1911);
- Ralph Mulford (entre 1914 y 1917, independiente, Campeón AAA 1911 y 1918);
- Art Klein (en 1919 y 1920);
- Ray Howard (en 1919 y 1920);
- Bob Burman (entre 1914 y 1916, fallecido en Corona; Barney Oldfield decidió crear el Golden Submarine, un prototipo de seguridad);
- Paul Harvey (en 1919);
- Andy Burt (en 1917);
- Jack Gable (en 1916);
- Barney Oldfield (en 1915; independiente, Campeón AAA 1903 y 1905);
- Fred McCarthy (en 1915) ;
- George Babcock (en 1915);
- Jack LeCain (en 1915, descalificado en Indianápolis... "demasiados vehículos Peugeot"[2]!);
- Frank Galvin (en 1915);
- Mel Stringer (en 1914);
- Armour Ferguson (en 1913).

## Récords
- 1913: Récord mundial de la media milla lanzada con una marca de 177 km/h, en el circuito de Brooklands (primer anillo de velocidad permanente en el mundo dedicado a las carreras de coches), logrado por Jules Goux, con el vehículo con el que poco después venció en Indianápolis (entonces también se recorrieron 160 millas y 307 yardas en 60 minutos, récord mundial).

## Victorias posteriores de Peugeot
- Targa Florio de 1919 (Boillot en el L25 (EXS), 3º en 1925)